# Complexul Muzeal Bistrița-Năsăud
Complexul Muzeal Bistrița-Năsăud este un muzeu județean din Bistrița, amplasat în Str. General Grigore Bălan nr. 19. Muzeul din Bistrița s-a înființat sub titulatura de Muzeul Regional Rodna în una din aripile fostei mănăstiri a minoriților. În 1976 secția de arheologie - istorie se mută în Casa argintarului, monument istoric și de arhitectură datând din secolul al XVI-lea, realizat în stil renascentist, iar în 1984 secția de etnografie - artă populară se mută în vechea primărie a orașului. În 1986 toate colecțiile sunt transferate în actualul local al fostei cazărmi a Regimentului 63 Infanterie, clădirea datând din 1898. Muzeul are următoarele secții și colecții: etnografie - artă populară, științele naturii, artă plastică, colecția de gravură, istorie, arheologie.  Colecția de arheologie cuprinde piese din epoca bronzului aparținând culturii Wietenberg, depozite de bronzuri, inventarul unor morminte daco-celtice, tezaurul monetar de la Șieu-Odorhei (secolele II - I a.Chr.), tezaure monetare romane și medievale, unelte și arme medievale. Colecția de etnografie prezintă unelte, instalații de tehnică populară, costume populare, o casă țărănească (din Șanț), o biserică de lemn. Colecția de geologie se remarcă prin florile de mină, colecții de petrografie (în special colecția de concrețiuni grezoase - unicat), colecții de paleontologie și micropaleontologie. Cuprinde lucrări de pictură, grafică și sculptură contemporană românească. Prezentări ale colecțiilor sunt și pe panouri cu limbaj braille.
Clădirea muzeului este declarată monument istoric, având codul BN-II-m-B-01447. Muzeul funcționează în localul fostei cazarmi, clădirea datând din 1889.